# جينيفر ميتكالف
جينيفر ميتكالف (بالإنجليزية: Jennifer Metcalfe)‏ هي ممثلة بريطانية، ولدت في 4 سبتمبر 1983 في برادفورد في المملكة المتحدة.

## وصلات خارجية
- جينيفر ميتكالف على موقع IMDb (الإنجليزية)
- جينيفر ميتكالف على موقع قاعدة بيانات الفيلم (الإنجليزية)